# 萊克縣 (科羅拉多州)
萊克縣（英語：Lake County）是位於美國科羅拉多州中部的一個縣。面積994平方公里。根據美國2000年人口普查，共有人口7,812人。縣治萊德維爾（Leadville）。阿肯色河—密西西比河支流之一發源於此。
成立於1861年11月1日，是該州最早成立的十七個縣之一。縣名來自雙湖（Twin Lakes）。